# This Freedom
This Freedom é um filme de drama mudo do Reino Unido dirigido por Denison Clift e lançado em 1923.